# بدائع الضبطان
بدائع الضبطان هو مركز إداري سعودي تابع لمحافظة ضرية إحدى محافظات منطقة القصيم، وهي قرية من قرى الضبطان من الشلالحة ،وصلها التطور والنهضة العمرانية التي عمت المملكة العربية السعوديةحيث بها جميع مراحل تعليم البنين والبنات، وهي تقع شمال شرق عن مركز مسكة بحوالي20 كيلو وشمالا عن مدينة ضريه 35 كيلو، يأتيها الطريق القادم من ضريه مارا بمركز مسكة ثم بدائع الضبطان ثم بقيعاء الجنوبية للبدارين من بني عمرو من حرب ثم الهمجة للااشدة من بني عمرو من حرب وعند الهمجة يلتقي بالطريق العام فيستمر شمالا حتى يلاقي طريق الرس المدينة المنورة أو جنوبا إلى ضليع رشيد فالظاهريه.

## أصل التسمية
سميت بدائع الضبطان نسبة إلى أن أول من سكنه قبيلة الضبطان من قبيلة مطير.
حيث أسس بدائع الضبطان الشيخ حميد الضباطي من قبيلة مطير وبعد وفاته عام 1412 هـ تولى الإمارة أبنه خلف بن حميد حتى عام 1434 هـ ومن ثمّ تولى ابنه سعود الإمارة ولا يزال حتى الآن.

## التعليم
وتعتبر ابتدائية بدائع الضبطان للبنين أول مدرسة أنشئت ببدائع الضبطان فقد تأسست هذه المدرسة عام 1395هـ ومع مرور السنوات أخذ يتزايد عدد الطلاب.
وأنشئت بعدها مدرسة بدائع الضبطان للبنات وذلك عام 1402هـ.وبعد ذلك بسبع سنوات تم افتتاح متوسطة صلاح الدين ببدائع الضبطان، ومنذ ذلك التاريخ وعدد الطلاب في ازدياد وافتتحت متوسطة بدائع الضبطان للبنات عام 1414هـ، وبعد ذلك تم افتتاح معهد للمعلمات ببدائع الضبطان وكان هذا عام 1417هـ وبعدها بعام تأسست ثانوية بدائع الضبطان للبنين وتعتبر ثانوية بدائع الضبطان للبنات أحدث المدارس حيث تأسست عام 1420هـ

## المناخ
بدائع الضبطان تقع في منطقة نجد وهي بالتالي تدخل ضمن الظروف المناخية التي تعرف بها منطقة نجد وهو المناخ الصحراوي المعروف بشدة الحرارة صيفاً وشدة البرودة شتاءً.